# Vaya con Dios (sång)
Vaya con Dios är en låt från 1953 komponerad av Larry Russell, Inez James och Buddy Pepper. Samma år fick Les Paul och Mary Ford en jättehit med sången och låg på den amerikanska Billboard-listan i 31 veckor, varav nio på första plats.
Låten har spelats in av minst ett 50-tal artister runtom i världen, av vilka kan nämnas Chet Atkins, Pat Boone, Nat King Cole, Bing Crosby, Connie Francis, Julio Iglesias, Nana Mouskouri, Jim Reeves, Mel Tormé och Roger Whittaker.
Den mest kända svenska versionen sjöngs in av Lily Berglund och fick svensk text av Sven-Olof Sandberg.